# Kostrowo (Kaliningrad)
Kostrowo (russisch Кострово, deutsch Bludau, Kreis Fischhausen/Samland) ist ein Ort in der russischen Oblast Kaliningrad. Er liegt im Rajon Selenogradsk und gehört zur kommunalen Selbstverwaltungseinheit Stadtkreis Selenogradsk.

## Geographische Lage
Kostrowo liegt sieben Kilometer östlich der Stadt Primorsk an der russischen Fernstraße A 193, der ehemaligen deutschen Reichsstraße 131. Die nächste Bahnstation ist der Ostanowotschny punkt „O.p. 29 km“ (Haltepunkt, bis 1945 Bahnhof Kaspershöfen) an der Bahnstrecke Kaliningrad–Baltijsk (Königsberg–Pillau), der ehemaligen Ostpreußischen Südbahn.

## Geschichte

Bludau, östlich von Fischhausen am Nordufer des Frischen Haffs, auf einer Landkarte von 1910 (siehe linke Bildhälfte)

Das westsamländische Dorf Bludau wurde im Jahre 1258 gegründet. Ein Burgwall südöstlich des Ortes deutet ebenso wie ein in der Nähe entdecktes Gräberfeld auf eine prußische Vergangenheit hin. Im ostpreußischen Kreis Braunsberg gab es ebenfalls ein Dorf namens „Bludau“ (= Błudowo, im Powiat Elbląski (Kreis Elbing) in der polnischen Woiwodschaft Ermland-Masuren gelegen), und beide Orte haben etwas mit der Familie Bludau zu tun. 1298 wurde im Kreis Braunsberg erstmals ein Ritter namens Hermann von Bludau (aus Böhmen bzw. Mähren kommend) urkundlich erwähnt. Sein Sohn Jakob von Bludau wurde fünfter Bischof des Samlandes. Dessen Bruder Sandner von Bludau wurde 1344 im samländischen Bludau Land verschrieben.
Im Jahre 1874 wurde Bludau in den neu errichteten Amtsbezirk Kallen (heute russisch: Zwetnoje) eingegliedert. Am 30. September 1928 vergrößerte sich Bludau im Zusammenschluss mit der Landgemeinde Kaspershöfen (heute russisch: Doroschnoje) und dem Gutsbezirk Forken (Porodoschnoje) zur neuen Landgemeinde Bludau. Bludau gehörte bis 1939 zum Kreis Fischhausen und von 1939 bis 1945 zum Landkreis Samland im Regierungsbezirk Königsberg der preußischen Provinz Ostpreußen.
In Kriegsfolge kam Bludau 1945 mit dem nördlichen Ostpreußen zur Sowjetunion und erhielt 1947 die russische Bezeichnung „Kostrowo“. Gleichzeitig wurde der Ort in den Dorfsowjet Swetlowski selski Sowet im Rajon Primorsk eingeordnet. Von 1949 bis 1959 gehörte der Ort vermutlich zu den Dorfsowjets Logwinski selski Sowet und Zwetnikowski selski Sowet. Existierten von dem einst blühenden Dorf Bludau nach dem Kriege nur noch wenige Häuser, so entstanden dafür in den 1950er Jahren neue Häuser einer russischen Siedlung. Vermutlich im Jahr 1959 wurde der Ort in den Powarowski selski Sowet eingegliedert. 
In der ersten Hälfte der 1990er Jahre wurde Kostrowo Sitz eines Dorfbezirks. Von 2005 bis 2015 gehörte der Ort zur Landgemeinde Pereslawskoje selskoje posselenije und seither deren zum Stadtkreis Selenogradsk.

### Kostrowski selski okrug 1995–2005
Der Dorfbezirk Kostrowski selski okrug (ru. Костровский сельский округ) wurde spätestens im Jahr 1995 eingerichtet. Ihm gehörten fünf Orte an, die vorher zum Dorfsowjet Powarowski selski Sowet gehört hatten. Im Jahr 2005 wurden die Orte des Dorfbezirks in die neu gebildete Landgemeinde Pereslawskoje selskoje posselenije eingegliedert.
| Ortsname                   | deutscher Name |
| -------------------------- | -------------- |
| Doroschnoje (Дорожное)     | Kaspershöfen   |
| Kostrowo (Кострово)        | Bludau         |
| Podoroschnoje (Подорожное) | Forken         |
| Prochladnoje (Прохладное)  | Kragau         |
| Serjogino (Серёгино)       | Ludwigsfelde   |

### Einwohnerentwicklung
| Jahr | Einwohner | Bemerkungen                                                               |
| ---- | --------- | ------------------------------------------------------------------------- |
| 1910 | 267       | Zusammen mit Forken und Kaspershöfen: 491                                 |
| 1933 | 600       | Einschließlich Forken und Kaspershöfen                                    |
| 1939 | 639       | Einschließlich Forken und Kaspershöfen                                    |
| 2002 | 933       | Zusammen mit Doroschnoje (Kaspershöfen) und Podoroschnoje (Forken): 1.157 |
| 2010 | 970       | Zusammen mit Doroschnoje und Podoroschnoje: 1.262                         |

## Wirtschaft
Wirtschaftlicher Mittelpunkt des Dorfes ist eine Nerzfarm mit etwa 4.000 Tieren.

## Schule
In Bludau existierte vor 1945 eine seit 1841 zweiklassig geführte Schule. Das heute nicht mehr vorhandene Schulgebäude an der Straße nach Fischhausen verfügte über eine Lehrerwohnung. Die Vergütung der Schulmeister teilten sich die beieinanderliegenden Dörfer Geidau (heute russisch: Prosorowo) und Bludau. Heute gibt es in Kostrowo im Gebiet zwischen Fernstraße und Bahnlinie eine mehrklassige Schule, die bis zum Abitur führt.

## Kirche
Mit seiner fast ausnahmslos evangelischen Bevölkerung war Bludau bis 1945 in das Kirchspiel der Kirche Fischhausen (Ostpreußen) (heute russisch: Primorsk) eingepfarrt. Es gehörte zum Kirchenkreis Fischhausen in der Kirchenprovinz Ostpreußen der Kirche der Altpreußischen Union. Heute liegt Kostrowo im Einzugsbereich der in den 190er Jahren neu entstandenen evangelisch-lutherischen Gemeinde in Swetly (Zimmerbude), einer Filialgemeinde der Auferstehungskirche in Kaliningrad (Königsberg) in der Propstei Kaliningrad der Evangelisch-lutherischen Kirche Europäisches Russland.